# Donji Miholjac
Donji Miholjac est une ville et une municipalité située en Slavonie, dans le Comitat d'Osijek-Baranja, en Croatie. Au recensement de 2001, la municipalité comptait 10 265 habitants, dont 94,65 % de Croates et la ville seule comptait 6 680 habitants.

## Localités
La municipalité de Donji Miholjac compte sept localités : 
| - Donji Miholjac - Golinci - Miholjački Poreč - Podgajci Podravski | - Radikovci - Rakitovica - Sveti Đurađ |